# Distrito de Piła
Piła (polaco: powiat pilski) es un distrito (powiat) del voivodato de Gran Polonia (Polonia). Fue constituido el 1 de enero de 1999 como resultado de la reforma del gobierno local de Polonia aprobada el año anterior. Limita con otros ocho distritos: al norte con Złotów, al este con Sępólno y Nakło, al sudeste con Wągrowiec, al sur con Chodzież y Czarnków-Trzcianka y al oeste con Wałcz; y está dividido en nueve municipios (gmina): uno urbano (Piła), cuatro urbano-rurales (Łobżenica, Ujście, Wyrzysk y Wysoka) y cuatro rurales (Białośliwie, Kaczory, Miasteczko Krajeńskie y Szydłowo). En 2011, según la Oficina Central de Estadística polaca, el distrito tenía una superficie de 1268,21 km² y una población de 137 723 habitantes.